# TeleSwizz
TeleSwizz, créé en 2015 sous le nom de BeCuriousTV avec pour slogan Not your typical TV !, est une chaîne de télévision privée suisse romande. C'est une chaîne semi-thématique et généraliste qui se propose de porter un regard féminin sur des sujets de société et d’actualité tout en n'étant pas une chaîne réservée qu'aux femmes.

## Historique de la chaîne
À la suite de la difficulté de créer une émission spécifique à propos des femmes qui réussissent et de la diffuser sur les chaînes locales ou la RTS, Leila Delarive et son collègue Elie Wenger réfléchissent à créer leur propre concept de télévision. BeCuriousTV est fondée le 29 janvier 2015 par Leila Delarive, avocate et productrice, ancienne collaboratrice de La Télé. Le 8 mars 2015 à 18h45, la chaîne débute la diffusion de ses programmes.
En mai 2016, BeCuriousTV connait en interne divers changements (licenciements, démissions, emploi de nombreux stagiaires). N'ayant jamais vraiment trouvé son public et sa ligne éditoriale, la chaîne annonce dans le quotidien suisse Le Matin vouloir revoir son fonctionnement. Elle sortira peu à peu de la scène médiatique romande puis est remplacée par une nouvelle structure en juin 2019, sous le nom de TeleSwizz.
La chaîne ferme définitivement le 31 juillet 2025. Le canal est repris par une nouvelle chaîne, CARAC 5.

## Organisation
À ses débuts, la chaîne employait une vingtaine de collaborateurs. Leila Delarive en était la Directrice et Fred Valet le rédacteur en chef. En 2019, la chaîne change de propriétaire et est exploitée par Novafilms sàrl à Genève en employant 2 personnes d'après les informations de l'Office fédéral de la communication.

### Capital
À ses débuts, la chaîne avait un budget annuel de 1,5 mio de CHF. Avec son transfert à Novafilms, le capital de la chaîne passe à 20'000 CHF.

### Siège
Sous le nom de BeCuriousTV, le siège se situait à Préverenges dans le Canton de Vaud. Reprise par Novafilms, la chaîne est désormais exploitée depuis Genève.

## Diffusion
La chaîne est diffusée sur le câble en Suisse romande (UPC Cablecom - no 20) et sur toutes les offres numériques des téléréseaux tels que naxoo à Genève et CityCable (chaîne no 126) à Lausanne, ou encore sur Sunrise TV via l'ADSL. Elle est également diffusée via Swisscom TV et sur internet, ainsi que sur le portail Zatoo.

## Programmes
La chaîne diffuse une dizaine d'émissions et de magazines auto-produits sur des thèmes aussi différents que la découverte, les modes de vie, les voyages, sur des sujets société ou sur la culture ainsi que des talk-shows. 90 minutes d'émissions quotidiennes sont produites par la chaine. Les studios ont été créés dans un hangar et reproduisent un loft : cuisine, chambre à coucher, salon, bureau. Chacun de ces lieux est utilisé pour aborder des thématiques différentes. Dans la cuisine, les magazines culinaires sont réalisés. Dans les autres pièces, on tourne les talk-shows et magazines consacrés aux nouveautés littéraires, musicales et cinématographiques, ou encore à la diversité culturelle. La chaîne ne diffuse aucun magazine d'information locale ou nationale, même si les liens avec l'actualité sont faits dans les différentes émissions.
BeCuriousTV pouvait tourner des émissions entièrement en caméra miniature ou smartphone. La chaîne diffuse également des documentaires.
Depuis la création de l’émission, TeleSwizz diffuse Rail One basée sur le ferroviaire suisse et tout son environnement. Émission qu'une quinzaine de passionnés bénévoles s'emploient à créer régulièrement.
En septembre 2023, la chaîne coproduit le concours de chant "le tremplin Suisse" organisé par l'association "Tous en scène" sous la forme d'une émission de 3 heures diffusée en direct depuis le théâtre Barnabé à Servion.

## Personnalités liées à la chaîne
- Fred Valet
- Jean-Philippe Rapp
- Malick Touré-Reinhard
- Quentin Mouron
- Alain Gagliardi
- Mathis Châtillon

## Identité visuelle

2015-2019
Actuel